# Biltmoreconferentie
De Biltmoreconferentie, ook bekend als de aangenomen resolutie getiteld het Biltmoreprogramma, was een congres van zionisten die een grote wijziging bracht in hun te voeren beleid. Het werd van 6 tot 11 mei 1942 gehouden in het Biltmore Hotel te New York en bijgewoond door zeshonderd delegaties uit achttien verschillende landen. Onder de aanwezige zionistische leiders waren onder andere David Ben-Gurion, voorzitter van de Jewish Agency for Palestina, en Chaim Weizmann, president van de Zionistische Wereldorganisatie.

## Programma
In het Biltmoreprogramma werden resoluties aangenomen waarin de MacDonald White Paper van 1939 werd afgewezen en men voornam om van Palestina een Joodse commonwealth te maken. Het Britse rijk zou daardoor niet langer als een bondgenoot worden beschouwd. Het was een eerste poging aansluiting te zoeken bij de Verenigde Staten als aankomende wereldmacht. Dit nieuwgevormde beleid week sterk af van de traditionele zionistische politiek, waarin de vestiging van Joden in Palestina centraal stond, niet hun heerschappij. Over de Palestijnse Arabieren wordt eigenlijk niet gesproken. Niet iedereen was tevreden over de nieuwe richting die werd ingeslagen, zoals de pro-Britse Weizmann. Desondanks werd het Biltmoreprogramma het nieuwe officiële standpunt van de zionistische beweging. Gematigde zionistische leiders werden vervangen door daadkrachtiger personen, allereerst David Ben Gurion, waardoor de vergadering volgens historici het karakter kreeg van een staatsgreep binnen de zionistische beweging. Tijdens de conferentie verdedigde deze het naar Palestina uitnodigen van twee miljoen Joden, los van het absorptievermogen van het land.

## Gevolgen
De conferentie had een grote impact op de Aliyah Bet, de illegale immigratie van Joden naar het mandaatgebied Palestina. Op 24 juni 1944 lanceerde Ben-Gurion zijn - sinds de conferentie gehalveerde -'Eénmiljoenplan', het plan voor de immigratie van een miljoen Joden. Gehalveerd omdat inmiddels duidelijk was dat een grote meerderheid van de Europese Joden in de Shoah was omgebracht. De Jewish Agency, de Hagana en andere zionistische organisaties troffen daarop voorbereidingen voor de grootscheepse immigratie van Holocaust-overlevenden.

## Tekst
Zoals deze aan het eind van de conferentie werd goedgekeurd op 11 mei 1942:
1. Amerikaanse zionisten, bijeengekomen op deze buitengewone conferentie, bevestigen opnieuw en ondubbelzinnig hun gehechtheid aan de zaak van democratie en vrijheid en internationale gerechtigheid, waaraan het volk van de Verenigde Staten, verbonden met de andere geallieerden, zich heeft toegewijd, en drukken hun vertrouwen uit in de uiteindelijke overwinning van menselijkheid en recht op onrecht en bruut geweld.
2. Deze conferentie heeft een boodschap van hoop en bemoediging voor hun medejoden in de ghettos en concentratiekampen van het door Hitler geknechte Europa en bidt dat hun uur van bevrijding niet ver weg meer zal zijn.
3. De conferentie zendt een zeer hartelijke groet aan de Executieve van de Jewish Agency in Jeruzalem, aan de Va’ad Leumi, en aan heel de Joodse gemeenschap in Palestina en drukt zijn diepe bewondering uit voor hun standvastigheid en hun prestaties bij alle gevaar  en moeilijkheden.
4. In onze generatie en dan vooral de laatste twintig jaar is het Joodse volk ontwaakt. Zij heeft haar vroegere thuisland getransformeerd: was het daar aan het eind van de laatste oorlog 50.000  in getal nu is het toegenomen tot 500.000. Onontgonnen gebied maakte zij vruchtbaar en de woestijn bloeit. Als pioniers op landbouwkundig en industrieel gebied hebben zij, via  coöperaties vooral - een opmerkelijke bladzijde geschreven in het geschiedenisboek van de kolonisering.
5. In de zo gecreëerde nieuwe waarden hebben hun Arabische buren in Palestina gedeeld. Het Joodse volk dat bezig is met zijn eigen project van nationale verlossing verwelkomt de economische, landbouwkundige, ja nationale  ontwikkeling van de Arabische volkeren en staten. De conferentie bevestigt opnieuw de positie die werd ingenomen door eerdere congressen van de Zionistische Wereldorganisatie door uitdrukking te geven aan de bereidheid tot en het verlangen van het Joodse volk naar volledige samenwerking met hun Arabische buren.
6. De conferentie vraagt dat voldaan wordt aan de oorspronkelijke bedoeling van de Balfour-verklaring en het Mandaat, die de historische band van het Joodse volk met Palestina erkennen, en het daarom de gelegenheid te geven – zoals president Wilson zei - daar een Joodse republiek te stichten. De conferentie staat ferm achter haar onherroepelijke afwijzing van de “White Paper” van mei 1939 en ontkent de morele en juridische geldigheid ervan. Dit Witboek probeert Joodse rechten op immigratie en vestiging in Palestina te beperken, ja zelfs buiten werking te stellen  en houdt, zoals Mr. Winston Churchill in mei 1939 in het Lagerhuis verklaarde, een breuk met en een afwijzing van de Balfour-verklaring in.De politiek erachter: de Joden die vluchten voor de vervolgingen door de Nazi ’s een veilige plek te onthouden, is wreed en niet te verdedigen; en dat op een tijdstip dat Palestina een brandpunt geworden is in het oorlogsfront van de geallieerden en het Palestijnse jodendom alle mankracht moet investeren in landbouw, industrie en verdediging, conflicteert deze politiek met de belangen van de oorlogsinspanningen van de geallieerden.
7. In de strijd tegen de machten van agressie en tyrannie, waarvan de Joden de eerste slachtoffers waren  en die nu het Joods Nationaal Tehuis bedreigen   moet het recht van de Joden van Palestina  erkend worden om hun deel bij te dragen aan de oorlogsinspanning en aan de verdediging van hun land, door een Joodse militaire macht, die onder eigen vlag vecht en onder het oppercommando staat van de Geallieerden.
8. De conferentie verklaart dat de nieuwe wereldorde, die zal volgen op de overwinning, niet kan worden gevestigd op het fundament van vrede, gerechtigheid en gelijkheid, als niet eerst het probleem van het zonder thuisland zijn van het Joodse volk eindelijk wordt opgelost. De conferentie dringt erop aan dat de poorten van Palestina worden geopend; dat de Jewish Agency de macht krijgt over de controle over de immigratie in Palestina en het noodzakelijke gezag om het land op te bouwen, met inbegrip van de ontwikkeling van onbewoonde en niet-gecultiveerde gebieden; en dat Palestina wordt gevestigd als een Joodse republiek in het geheel van de nieuwe democratische wereld. Dan en alleen dan zal het eeuwenoude onrecht het Joodse volk aangedaan worden goedgemaakt.[5]